# بيشين
بيشين (بالفارسية: پیشین) هي مدينة تقع في إيران في Pishin District. يقدر عدد سكانها بـ 10,477 نسمة وترتفع عن سطح البحر 219 متر.